# آل كلداري
آل كلداري هي واحدة من عائلة عرب الهولة ومن عائلات دبي.
في الأصل هم تجار في شبه الجزيرة العربية والإمارات المتصالحة، أصبحت العائلة تابعة لـ سلالة القواسم من خلال التزاوج الملكي وهاجرت إلى منطقة محافظة فارس لنجة في بلاد فارس، والتي هاجرت بعد ذلك إلى شبه الجزيرة العربية في القرن التاسع عشر بالتوافق مع القواسم.
استقرت العائلة في قرية سميت فيما بعد (بالفارسية: كله دار) نسبة إلى اسم العائلة. تم إعطاء أصل الاسم لهم في الأصل من قبل الفرس للإشارة إلى مهنتهم الاجتماعية والاقتصادية المتمثلة في الرعاية. الموانئ التجارية التي أنشأها كلداري بين دبي، الكويت، الهند، و إيران. بعد سقوط حكم سلالة القواسم في لنجة وزيادة العداء من الفرس تجاه العرب الإيرانيين، استقروا في مسقط رأسهم دبي إلى الأبد.
على الرغم من صغر منزلها، إلا أن عائلة كلداري لعبت دورًا مهمًا في تطوير دبي، وكانت من المستشارين البارزين للشيخ راشد بن سعيد آل مكتوم في الازدهار الاقتصادي الذي شهدته دبي. ومن خلال موانئها التجارية، جمعت عائلة كلداري ثروة هائلة وأنشأت دبي باعتبارها الميناء التجاري الرئيسي في المنطقة.

## أصل الكلمة
يُكتب اسم العائلة باسم "كلداري" على الرغم من نطقه باللغة العربية الفصحى باسم "كلداري". وذلك بسبب الاختلاف في نطق لهجة العربية الخليجية المحلية. الاسم من أصل فارسي، وقد استخدم الفرس هذا الاسم كوسيلة للإشارة إلى القرية التي عاش فيها الكلداريون، مشيرين إلى وضعهم الاجتماعي والاقتصادي المنخفض في رعاية الأغنام. من غير المؤكد متى قررت عائلة كلداري أخذ الاسم كاسم عائلة.

## انظر ايضا
- قائمة السلالات الإسلامية السنية
- آل معلا